# Leptaxis
Leptaxis é um género de gastrópode  da família Helicidae.
Este género contém as seguintes espécies:
- Leptaxis bollei
- Leptaxis caldeirarum
- Leptaxis erubescens
- Leptaxis furva
- Leptaxis nivosa
- Leptaxis simia
- Leptaxis terceirana
- Leptaxis undata
- Leptaxis vetusa
- Leptaxis wollastoni